# Marie-Hélène Ngoa-Guislain
Marie Hélène Ngoa-Guislain, née le 14 janvier 1941 à Nogent-sur-Marne en France, est une enseignante d'université et femme politique franco-camerounaise.
Enseignante à  l'Université de Yaoundé, puis à l'Université catholique d’Afrique centrale, elle est élue maire de la ville d'Akono dans la région du Centre de 2007 à 2018.

## Biographie

### Enfance et Débuts
Marie Hélène Ngoa-Guislain est née à Nogent-sur-Marne en France. Elle est élevée dans une famille catholique conservatrice à Valenciennes. Elle est originaire du Nord de la France, où elle grandit et fait ses études secondaires et supérieures.Après l'obtention de son baccalauréat, elle intègre l’Université de Lille où elle fait des études en Mathématiques appliquées. Elle fait partie de la première promotion des calculs et programmation, aujourd’hui appelée Informatique.
En 1963, alors étudiante à Lille, elle rencontre Henri Ngoa, sociologue camerounais qu'elle épouse le 12 février 1966 à Lille contre l'avis de ses parents qui n'assistent pas à la cérémonie. Elle arrive au Cameroun pour la première fois en 1965 et y retourne le 1er novembre 1968 pour s'y installer définitivement avec son époux.
Marie Hélène Ngoa-Guislain est titulaire d'un doctorat de 3ème cycle en mathématiques appliquées, obtenu en 1967 à l'Université de Lille.

### Carrière
Marie Hélène Ngoa-Guislain commence sa carrière au Cameroun en tant que enseignante d'université dès 1968. Elle intègre la fondation française de l’enseignement supérieur en tant qu’assistante enseignante de mathématiques, puis à l'Université de Yaoundé.Elle enseigne à l'Université de Yaoundé jusqu'en 1994 lorsqu'elle est limogée pour avoir participé à la mise sur pied du Syndicat des enseignants du supérieur (Synes).
«Je suis la toute première à avoir donné des cours de techniques de calcul et de programmation au Cameroun. C’est en réalité de l’informatique, même si ce n’était pas le nom à l’époque» dit-elle.
Elle travaille également à l’Université catholique d’Afrique centrale, dès sa création en 1991. Elle est limogée de l’Université catholique d’Afrique centrale en 2000. Elle enseigne également à l’Institut africain d’informatique du Cameroun d'où elle est renvoyée en 2007 du fait de son élection à la tête de la commune d'Akono.

### Carrière politique
Marie Hélène Ngoa-Guislain commence sa carrière politique en 1996 et intègre le Conseil municipal de la commune d’Akono. Elle est élue deuxième adjointe à l’ancien maire en 1996. En 2002, elle se porte candidate à la tête de la mairie, mais ne remporte pas les élections. Elle se porte à nouveau candidate en 2007 et est cette fois élue à la tête de la commune d'Akono en 2007 à l'issue des élections municipales de juillet 2007. Marie Hélène Ngoa-Guislain est militante du Rassemblement démocratique du peuple camerounais (RDPC).

### Vie privée
Marie Hélène Guislain épouse Henri Ngoa en 1966 avec qui elle a 5 enfants dont 4 garçons et une fille. Son époux décède en 1975 de suite d'un cancer du foie.

## Prix et Distinctions
- Officier de l’ordre national de la Valeur camerounais[6]
- Chevalier de l’ordre des Palmes académiques en France en 1981[9]